# Pseudoanthidium lanificum
Pseudoanthidium lanificum är en biart som först beskrevs av Smith 1879.  Pseudoanthidium lanificum ingår i släktet Pseudoanthidium och familjen buksamlarbin. Inga underarter finns listade i Catalogue of Life.